# Pozo Hondo
Pozo Hondo is een plaats in het Argentijnse bestuurlijke gebied Jiménez in de provincie Santiago del Estero. De plaats telt 2.634 inwoners.